# Томарі (Сірібесі)

43°3′47″ пн. ш. 140°29′57″ сх. д. / 43.06306° пн. ш. 140.49917° сх. д.
Тома́рі (яп. 泊村, とまりむら, МФА: [tomaɾʲi t͡ɕoː]) — село в Японії, в повіті Фуруу округу Сірібесі префектури Хоккайдо. Станом на 1 жовтня 2008 року площа села становила 82,35 км². Станом на 31 березня 2017 населення села становило 1717 осіб.